# تلمبه شهسوار
تلمبه شهسوار یک منطقهٔ مسکونی در ایران است که در دهستان ملک‌آباد واقع شده‌است.